# Bloc per Felanitx
El Bloc per Felanitx (BLOC) és un partit polític d'àmbit d'actuació local del municipi de Felanitx, constituït per a contribuir democràticament a la determinació de la política local i a la formació de la voluntat política dels ciutadans, així com promoure la seva participació a les institucions representatives de caràcter polític. Els seus principis polítics són la defensa, el foment, la difusió i l'estudi dels valors catalanistes, progressistes, ecologistes i feministes a l'àmbit del municipi de Felanitx.
A les eleccions del 2007 el Bloc per Felanitx es presenta per primera vegada a les eleccions locals com a coalició dels partits EU–EV, PSM–EN i Esquerra. I a les del 2011 com a coalició de Mes i Esquerra, convertint-se en el primer partit de l'oposició. A ambdues eleccions obtingué 3 regidors a l'ajuntament de Felanitx.
El 2012 el Bloc per Felanitx es converteix en partit polític
El 2015 el Bloc vota en Assemblea incorporar-se a la coalició Mes per Mallorca
A les eleccions locals del 2015 es presenta per primera vegada com a partit polític obtenint 5 regidors. El candidat del Bloc, Joan Xamena Galmés, és elegit batle de Felanitx des del juny del 2015 fins al juny del 2018, fruit d'un pacte electoral entre el BLOC, el PSOE i el PI. Els seus 5 regidors assumeixen tasques de govern.
A les eleccions del 2019 obté 3 regidors i entre a l'equip de govern fins al setembre 2020